# Europamästerskapen i orientering 2008
Europamästerskapen i orientering 2008 avgjordes den 25 maj–1 juni 2008 i Ventspils i Lettland.

## Medaljörer

### Damer

#### Sprint
1. Anne Margrethe Hausken,  Norge, 11.11
2. Heli Jukkola,  Finland, 11.14
3. Helena Jansson,  Sverige, 11.17

#### Långdistans
1. Anne Margrethe Hausken,  Norge, 1.08.55
2. Tatiana Ryabkina,  Ryssland, 1.09.48
3. Emma Engstrand,  Sverige, 1.10.33

#### Medeldistans
1. Heli Jukkola,  Finland, 31.05
2. Merja Rantanen,  Finland, 31.31
3. Minna Kauppi,  Finland, 31.55

#### Stafett
1. Sverige (Lina Persson, Emma Engstrand, Helena Jansson), 1.45.10
2. Ryssland (Natalia Korzhova, Julia Novikova, Tatiana Ryabkina), 1.45.22
3. Finland (Katri Lindeqvist, Merja Rantanen, Minna Kauppi), 1.46.29

### Herrar

#### Sprint
1. Emil Wingstedt,  Sverige, 13.11
2. Daniel Hubmann,  Schweiz, 13.25
3. Andrej Chramov,  Ryssland, 13.35

#### Långdistans
1. Dmitrij Tsvetkov,  Ryssland, 1.29.12
2. Daniel Hubmann,  Schweiz, 1.29.45
3. Emil Wingstedt,  Sverige, 1.29.46

#### Medeldistans
1. Thierry Gueorgiou,  Frankrike, 35.41
2. Mārtiņš Sirmais,  Lettland, 36.07
3. Pasi Ikonen,  Finland, 36.31

#### Stafett
1. Ryssland (Dmitrij Tsvetkov, Andrej Chramov, Valentin Novikov), 2.03.13
2. Schweiz (Baptiste Rollier, Matthias Merz, Daniel Hubmann), 2.03.28
3. Finland (Jarkko Huovila, Pasi Ikonen, Mats Haldin), 2.05.32

### Webbkällor
”European Orienteering Championships 2008” (på engelska). Internationella Orienteringsförbundet. http://orienteering.org/events/?event_id=252. Läst 30 september 2012.